# Fenwick Glacier
Fenwick Glacier är en glaciär i Antarktis. Den ligger i Östantarktis. Nya Zeeland gör anspråk på området. Fenwick Glacier ligger 1 405 meter över havet.
Terrängen runt Fenwick Glacier är kuperad åt nordost, men åt sydväst är den bergig. Trakten är obefolkad. Det finns inga samhällen i närheten.